# Cabeço das Hortelãs
O Cabeço das Hortelãs é uma elevação portuguesa localizada na freguesia açoriana da Candelária, concelho da Madalena, ilha do Pico, arquipélago dos Açores.
Este acidente geológico tem o seu ponto mais elevado a 512 metros de altitude acima do nível do mar. Localiza-se próximo do Cabeço do Tamusgo, do Cabeço António da Costa e da elevação denominada Pia de Água. Encontra-se numa área fortemente arborizada.